# Porte de Gentilly
De Porte de Gentilly is een van de toegangspunten tot de stad Parijs, de Portes de Paris, en is gelegen tussen het het zuidelijke 14e arrondissement en het 13e arrondissement. De poort ligt aan de Boulevard Périphérique en de boulevards des Maréchaux en geeft toegang tot de Cité Universitaire. Vanaf de Porte de Gentilly vertrekt de A6b richting Lyon.